# Federació Catalana de Pilota
La Federació Catalana de Pilota és l'organisme rector que ordena, impulsa i dirigeix l'activitat esportiva de la pilota a Catalunya. Forma part de la Unió de Federacions Esportives de Catalunya.

## Història
Catalunya, i la ciutat de Barcelona en concret, va tenir una de les concentracions més importants de frontons abans que el 1924 es fundés la Federació Catalana. La pilota, un joc amb segles d'història que ja es practicava tant en la cultura grega com en la romana, va arribar a Catalunya a finals del segle xvii, ja que hi ha proves documentades que l'any 1697 es va inaugurar un frontó en el barri barceloní de la Ribera i un altre a Sant Vicenç de Sarrià, que en aquella època era un municipi independent de Barcelona. Precisament a Barcelona, la branca professional d'aquest esport –la que es juga amb apostes econòmiques dels espectadors– va tenir una intensa activitat durant els segles XIX i principi del XX en els nombrosos frontons i trinquets que hi havia repartits per tota la ciutat, com el Colom, el Barcelonès, el Condal, el Principal Palace o el Novetats, i aquesta afició es va anar estenent a altres poblacions, com Tarragona i Lleida. Fruit del creixement d'aquest joc, que al seu vessant professional s'hi va afegir el dels aficionats, el 1906 va néixer a Barcelona la Reial Societat d'Esport Basc, primer club que va fomentar la pràctica de la pilota a Catalunya. El 1924 es funda el Club Vasconia,l'entitat degana de la cesta punta a Catalunya, també el 1924, es posa en marxa la Federació Catalana de Pilota Basca, encara que els seus estatuts no es van aprovar fins al mes de maig de 1925. També 1925 es va fundar de la Confederació Espanyola de Pilota Basca i l'inici de les competicions en les quals Catalunya va participar, conjuntament amb les d'Àlaba, Aragó, Castella, Guipúscoa, Navarra, Salamanca i Biscaia en les modalitats de mà per parelles, pala, remunta i cesta punta. En els anys quaranta, es van introduir noves modalitats com la mà individual i la pala curta i es va organitzar per primera vegada el Torneig Federacions. Des de llavors, la Federació Catalana no ha deixat de participar en cap edició d'aquesta competició, que ha guanyat en diverses ocasions en totes les modalitats. Els anys cinquanta i seixanta van ser d'una gran activitat, amb competicions com els Biarritz-Barcelona i nombrosos títols estatals. La federació Catalana va recuperar la personalitat jurídica pròpia l'any 1981. S'encarrega de la promoció, organització i coordinació de les diferents modalitats: mà, ferramenta, cesta punta i frontennis tot organitzant anualment els respectius Campionats de Catalunya, el Torneig Internacional Catalunya–Iparralde (des de l'any 1969), la Ligue des Midi Pyrénées (des de 2001) i el Torneig Internacional de Mà Ciutat de Barcelona (des de 1981). Durant els Jocs Olímpics de Barcelona (1992), en què la pilota fou esport d'exhibició, s'encarregà de l'organització de la competició, com també del Campionat del Món sub-22 de cesta punta (2007), la Copa del Món en frontó de 36 metres (2007), el Campionat d'Europa en frontó curt (2006) i les Gales Estatals de la Pilota (1999, 2011), la primera de les quals coincidí amb el 75e aniversari de la federació i serví per guardonar alguns dels pilotaris catalans més importants de la història. Quant a instal·lacions, disposa de la concessió administrativa per part de l'Ajuntament de Barcelona, dels frontons municipals de Bac de Roda (des de l'any 1991), amb les escoles de ferramenta i frontennis i gran part de les seves activitats es desenvolupen al Centre Municipal de Pilota de la Vall d'Hebron (escoles de mà i cesta punta).

## Presidents

### Manuel Balet Crous(1924-1944)
Va ser el primer president de la Federació Catalana i el segon de la Federació Internacional la qual va presidir entre 1946 i 1954. També va ser cofundador del Club Vasconia el 1924.

### Domingo Castellar Pich (1944-1953)
Jugador de pilota a mà en la seva joventut. Va ser nomenat president de la Federació Catalana, per la Federació Espanyola l'11 de març de 1944 i posteriorment ratificat per la Delegación Nacional de Deportes, encapçalant una junta directiva en la qual Roque Romero era el vicepresident i Joaquim Vidiella el secretari general i va dimitir el 17 d'octubre de 1953 per problemes de salut.

### José Miguel Zuazu Garnica(1953-1958)
A més de pilotari, també va practicar el futbol i l'atletisme durant l'etapa en què va estudiar Dret a Salamanca, però va ser en la pilota en la modalitat de pala que va arribar a obtenir dos subcampionats d'Espanya. Quan va entrar a la Federació Catalana el 1953 no va deixar de practicar aquest esport formant parella amb Joan Vilà Reyes. Després de deixar la presidència de la Federació Catalana, va ser nomenat vocal de l'Espanyola i va entrar en contacte amb l'esport de la caça i el 1966 va ser nomenat president de la Federació Catalana de Caça, càrrec que va ocupar fins al 1977.

### Ricard Muñoz Gascón (1958-1963)
Practicant de la pala curta en la seva joventut, va presidir la federació després d'haver estat vicepresident en la junta directiva del seu predecessor. Va prendre possessió del seu càrrec el 8 de setembre de 1959 amb la presència de Joan Antoni Samaranch, com a representant de la Delegación Nacional de Deportes a Catalunya.

### Joan Vilà Reyes(1963-1967)
Es va formar en el Club Vasconia, del qual també va ser directiu, i va jugar a pilota fins a trenta-tres anys a un bon nivell, assolint diversos títols de campió de Catalunya de pala llarga i un subcampionat d'Espanya. President del RCD Espanyol, també va ocupar entre 1963 i 1967 la presidència de la federació.

### Ferran Puigvert Casamitjana(1967-1970)
Els primers esports que va practicar van ser la gimnàstica i el futbol en edat escolar, però ben aviat va començar a jugar a cesta punta en el Vascònia i va ser dues vegades campió de Catalunya. En l'àmbit directiu, el seu primer càrrec va ser el de president del Club Vascònia, que va presidir entre 1956 i 1960, els mateixos anys en què va ser president de la Federació Catalana de Patinatge. El 1963 va ser nomenat vicepresident de la junta directiva de la federació per Joan Vilà Reyes, el qual va substituir en el càrrec el 20 de desembre de 1967. Un any després va ser nomenat seleccionador espanyol de cesta punta i el gener de 1970 va deixar la presidència d en ser escollit per les autoritats per dirigir la Federació Espanyola de Pilota, càrrec en el qual va mantenir-se fins al mes de desembre de 1976.

### Ramon Gandasegui Aransay (1970-1978)
Va començar a jugar a pilota a la Rioja, i després, quan va venir a Barcelona amb la seva família, va seguir jugant en la modalitat de cesta punta. Va jugar durant molts anys i l'any 1967 es va incorporar a la junta directiva de la federació com a vicepresident. El 21 de febrer de 1970 va prendre possessió del càrrec de president en substitució de Puigvert i hi va romandre fins al 1978.

### Agustí Carbonell Codina (1978-1983)
Va ser el primer president de l'era democràtica entre els anys 1978 i 1983. Com a practicant de la pilota, va jugar sempre en el Club Deportivo Piscinas, primer a mà, i després a la pala curta.

### Joaquim Vidiella Cano (1984-1985)
Va ser jugador internacional amb la selecció espanyola, es va proclamar dues vegades campió d'Espanya de cesta punta i nombroses vegades de Catalunya. Com a directiu va ser vocal i vicepresident de la Federació Catalana, vicepresident de l'Espanyola i president del Comitè de Jurisdicció, Estatuts i Reglament d'aquesta última.

### Agustí Brugués Puig(1985)
Destacat jugador de frontennis i ferramenta, va accedir a la presidència el mes de març de 1985. Durant el seu mandat, la federació ha organitzat nombroses competicions d'àmbit internacional i la Gala Estatal de Pilota l'any 1999 coincidint amb el setanta-cinc aniversari de la fundació de la federació. També és vocal de la Federació Espanyola des de 1992. La seva tasca al capdavant de la Federació Catalana ha estat reconeguda i així el 2008, va rebre el premi a la millor gestió federativa que s'atorga en el marc de la Festa de l'Esport Català, el 2009 va ser elegit millor president per l'Associació Catalana de Dirigents Esportius i el 2014 va rebre el premi al Seny esportiu a la Festa de l'Esport Català.